# Mémoires d'un fou
Mémoires d'un fou est un roman de jeunesse de Gustave Flaubert, publié à titre posthume, en 1901. Première œuvre littéraire de Flaubert, le roman est achevé en 1838. Il servira de base de travail à L'Éducation sentimentale, publié près de trente années plus tard.

## Historique
Ce roman en partie autobiographique, dédié à son ami Alfred Le Poittevin, est la première œuvre littéraire d'importance du jeune Gustave Flaubert, qui a rencontré l'année précédente Élisa Schlésinger, de dix ans son aînée, qui sera l'amour fantasmé et platonique de toute sa vie et le futur modèle de la Madame Arnoux de L'Éducation sentimentale, récit duquel cet essai de jeunesse constitue la première trame.

## Résumé
Après avoir raconté son enfance, étouffée entre les murs d'un collège où il est la victime des railleries de ses grossiers camarades, le narrateur décrit sa passion adolescente pour une jeune femme mariée, croisée sur la plage, pendant des vacances à Trouville-sur-Mer. Le jeune homme, timide, contemple de loin cette Maria, dont il s'efforce de deviner d'abord les formes du corps sous sa robe. Introduit peu après dans l'intimité du ménage, il lui parle avec respect et apprend qu'il partage avec elle les mêmes goûts littéraires. Un soir, alors qu'il fait avec cette amie une longue promenade en canot, il est près de lui avouer son amour mais préfère poursuivre dans le secret son exaltation idéaliste. Il finit par découvrir, en les entendant derrière une cloison, les ébats charnels de Maria et de son mari. Blessé et jaloux, il perd du coup ses illusions sur l'amour pur. Quand Maria quitte Trouville, le jeune homme entretient toutefois sa passion idéalisée et, plus tard, revient sur les lieux où il l'a aperçue pour la toute première fois.

## Éditions
- Mémoires d'un fou : roman, Paris, Henri Floury, 1901, 164 p. ; édition scientifique de Pierre Dauze ; portrait de l'auteur gravé par Adrien Nargeot ; tirage à 100 exemplaires.